# Briefmarkenrolle
Eine Briefmarkenrolle oder auch einfach Rolle bezeichnet eine Abgabeform von Briefmarken. Hierfür werden Marken mit demselben Motiv und derselben Wertstufe entweder über- oder nebeneinander gedruckt.

## Einsatzzweck
Am Schalter sind oft verschiedene Wertstufen in einem speziellen Spender verfügbar und schnell griffbereit. Einige Ausgaben wurden zusätzlich durch Briefmarkenautomaten abgegeben. In beiden Fällen liegt der große Vorteil der Rollenmarken vor allem darin, dass beim Verkauf die Marke nur an einer Seite (im Bogen bis zu 4 Seiten) abgetrennt werden muss, was am Schalter zu einer deutlichen Zeitersparnis führt und den Verkauf über Automaten überhaupt erst ermöglicht.

## Herstellung
Im Gegensatz zu Bogenmarken, bei denen in der Regel 10, 25, 50 oder 100 Marken in einem Bogen gedruckt werden, werden Rollenmarken in „Großbogen“ entsprechend der vorgesehenen Rollengröße hergestellt. Üblich sind Größen von 200, 300, 400, 500, 1.000, 2.000, 5.000 oder 10.000 Marken pro Rolle. Die Bögen werden gezähnt und anschließend so geschnitten, dass jeweils nur eine Marke an der anderen hängt, wobei es hierbei keine Rolle spielt, ob die Marken nur zweiseitig oder vierseitig gezähnt sind.

## Spezifika in Deutschland

### Verkauf

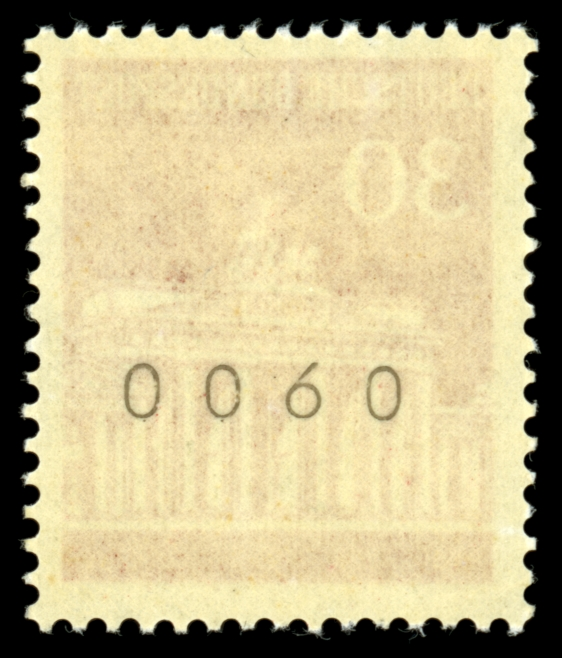
Zählnummer

Die Rollenmarken unterscheiden sich äußerlich nicht von gleichen Ausgaben in Bogenform. Die seitliche Zähnung einer Rollenmarke ist gegenüber der Bogenmarke durch den automatischen Schnitt aber in der Regel qualitativ schlechter. Aus diesem Grund werden für Sammler in einer kleinen Auflage gleiche Marken auch in Bogenform hergestellt. Zur Vereinfachung der Abrechnung ist heute auf jeder fünften Briefmarke eine Zählnummer auf der gummierten Seite vorhanden.
Um technische Fehlfunktionen bei Verkaufsautomaten zu vermeiden, wurden an das Rollenende so genannte Leerfelder angeklebt. Dies sind in der Regel grünliche Papierstücke in gleicher Größe wie die eigentlichen Marken, die ebenfalls gezähnt waren. Damit sollte einerseits ermöglicht werden, dass der Automat alle Marken verkauft, andererseits aber auch die automatische Erkennung des Rollenendes erfolgen, um einen „Nicht-Verkauf“, d. h. Geldeinwurf ohne Markenausgabe, da Rolle aufgebraucht, zu verhindern.
Seit Mitte 1995 werden die Leerfelder nicht mehr bei allen Rollengrößen angeklebt, soweit diese nicht über Automaten verkauft werden sollten. Mittlerweile werden Leerfelder generell nicht mehr angeklebt, da Rollenmarken nicht mehr an Automaten verkauft werden; dort werden heute Automatenmarken verkauft. Leerfelder gab es danach nur noch bei 10000er Rollen der Dauerserie Sehenswürdigkeiten (40 Pfg., 45 Pfg., 47 Pfg., 110 Pfg (Expo MiNr. 2009), 47 Pfg/0,24 Euro, 110 Pfg./0,56 Euro, 0,25 Euro, 0,55 Euro) verwendet, dort wurden allerdings nicht nur die vier Leerfelder am Ende, sondern auch neun Leerfelder am Anfang angeklebt, zum Schutze der Marken, da diese Marken von den Versendern automatisiert auf die Sendungen geklebt werden.

### Verpackung
Von den Rollenverpackungen werden die Banderolen sowie die Verschlussteller gesammelt. Jede ungeöffnete Markenrolle ist von einer Banderole umschlossen. Ab der Serie Bedeutende Deutsche wurden dann zehn Rollen in Plastikfolie verpackt und oben und unten mit einem runden Aufkleber, genannt Verschlussteller versehen. Diese Verpackungsart gab es bis Mitte 1995.
Ab Mitte 1995 zeitgleich mit dem Wegfall der Anziehstreifen wurden die Rollen einzeln in eine bunte Faltschachtel verpackt und zu zehn Schachteln seitlich mit zwei Fixpunkten zusammengeklebt. Die Schachteln konnten einzeln abgebrochen werden. Jede Marke hatte ihre eigene Schachtelfarbe, was sehr aufwendig war.
Später wie heute sind alle Verpackungsschachteln der Rollenmarken einheitlich weißgrau und sind mit einem Aufkleber, der die Wertstufe, den Gesamtpreis, das Herstellungsdatum, die Ausgabeserie und das Motiv der Marke aufgedruckt hat versehen. Der Informationsgehalt und das Schriftbild der Aufkleber variiert von Zeit zu Zeit. Die Schachteln sind nicht mehr seitlich verklebt.
In Deutschland werden ab 2000 auch selbstklebende Sondermarken in sogenannten Markenboxen abgegeben. Die Briefmarken kleben dabei auf einer Papierrolle und tragen auf der Trägerfolie rückseitig die Zählnummer. Die übliche Rollengröße dabei beträgt 100 Stück.
Ab 2005 kommen bei allen Rollengrößen der neuen Dauerserie Blumen weder Leerfelder noch Anziehstreifen vor. Somit ist das Sammelgebiet Rollenenden mit Anziehstreifen abgeschlossen.

### Sammelformen
Die Zählnummer ist das einzige Zeichen, dass eine Marke nachweisbar aus einer Rolle stammt, alternativ kann der Nachweis nur durch einen 11er-Streifen von Marken geführt werden (bei Marken, die in Bogen zu zehn mal zehn Marken hergestellt wurden), bei kleineren Druckbögen ist die Anzahl entsprechend geringer. Bei den Rollenmarken der Serie Bundespräsident Heuss werden entsprechend den Auflagenzahlen die nachweislichen Rollenmarken teurer gehandelt, bei allen folgenden Serien sind die Bogenmarken regelmäßig teurer.
Rollenmarken werden aber noch in Streifen zu mehreren Marken (3er, 5er, 6er, 11er oder 15er Streifen) gesammelt. Die Rollenanfänge, Rollenteile und Rollenenden sind anhand der rückseitigen Zählnummern, die bei den aktuellen Ausgaben fünf-, vier-, drei-, zwei- oder einstellig sind, zu differenzieren.
Nicht nur auf die Marken, sondern auch auf die rückseitigen Zählnummern ist das Augenmerk zu richten. Neben den üblichen schwarzen Zählnummern gab es bei Heuss-Serie auch rote und bei Unfallverhütung auch rote, blaue, grüne und blaugrüne Zählnummern. Seit etwa 1996 werden die Zählnummern nicht mehr mit einem mechanischen Walzwerk, sondern mit einem Tintenstrahler aufgedruckt. Es gibt Zählnummern mit und ohne Punkt hinter der Zählnummer, je nachdem über welche Maschine die Marken bei der Herstellung gelaufen sind. Die aufgespritzte Nummernfarbe ist gewöhnlich grau.
Etwa Ende 2004 tauchten bei vier Werten (10 Pfg/0,05 Euro – 20 Pfg/0,10 Euro – 1,00 Euro und 4,10 Euro) bei einer kleineren Teilauflage, tiefschwarzen Nummernfarben mit Punkt hinter den Zählnummern auf. Bei späteren Ausgaben waren die Zählnummern wieder wie üblich grau zu finden.

## Rollenmarken

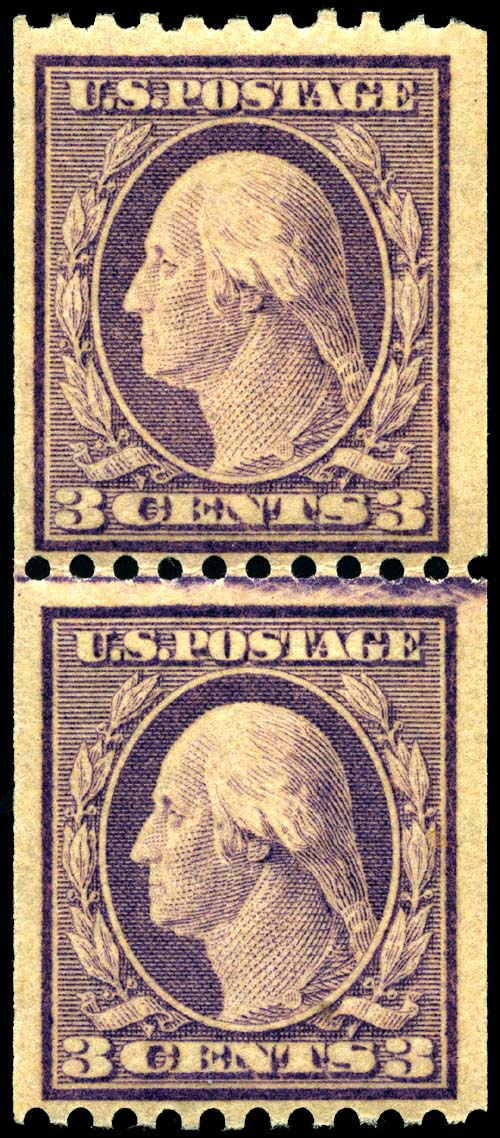
rechts und links geschnitten
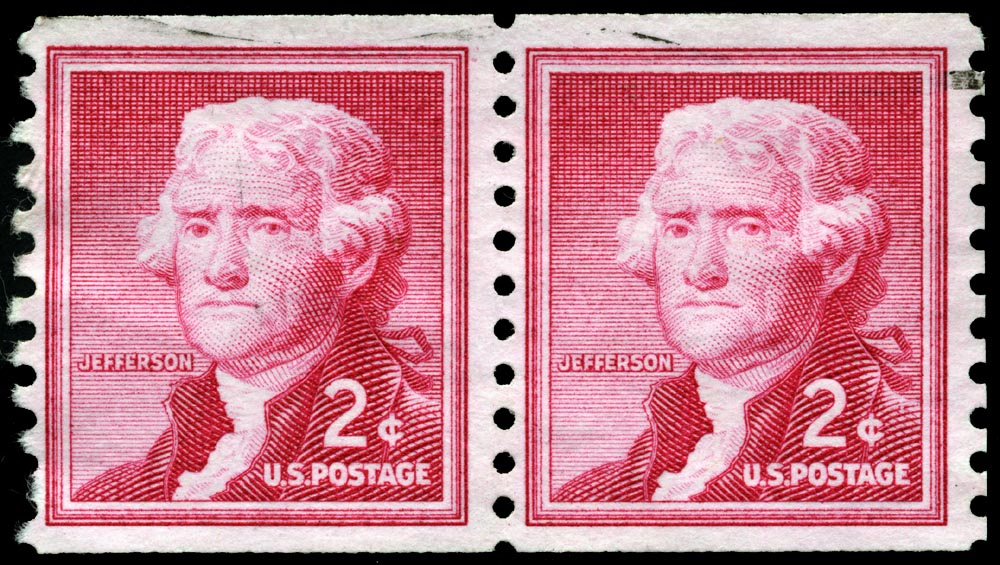
oben und unten geschnitten
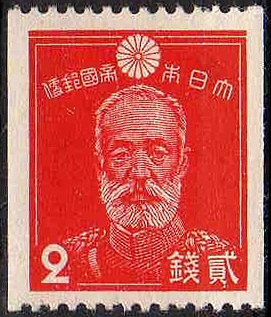
rechts und links geschnitten